# نادي أولمبيك العيون
نادي أولمبيك العيون الرياضي هو نادٍ رياضي مغربي من مدينة العيون.